# Angaha
Angaha es la ciudad más poblada del distrito de 'Eua Fo'ou, en la isla de 'Eua, Tonga. Está ubicado en el lado occidental de la isla. La localidad fue construida en 1948 por la gente de Niua Fo'ou que había sido reubicada en 'Eua después de una erupción volcánica. Tiene una población de 364 habitantes en 2021.